# 艾達利亞 (密蘇里州)
艾達利亞（英語：Idalia）是位於美國密蘇里州斯托達德縣的非建制地區。

## 歷史
艾達利亞的郵局於1889年設立，其後於1966年停運。

## 地理
艾達利亞所處的海拔為高於海平面94米（即308英呎），而該地所採用的時區為UTC-6，即北美中部時區（CST）。同時該地設有夏令時間，為UTC-6調快一小時，即UTC-5（CDT）。